# 勝田香月
勝田 香月（かつた こうげつ、1899年3月12日 - 1966年11月5日）は、静岡県沼津市出身の詩人・政治家。本名は勝田 穂策（かつた ほさく）。有名な作品としては杉山長谷夫により曲がつけられた「出船」が挙げられる。

## 略歴
1899年沼津市に生まれる。日本大学を中退し、わずか23歳で詩集「心のほころび」を出版する。29歳で東京府豊多摩郡中野町（現東京都中野区）の町会議員に当選する（1932年の東京市編入後は中野区会議員）。1932年の東京市会議員選挙に中野区から社会大衆党公認で立候補したが落選した。1953年の第3回参議院議員通常選挙において全国区から無所属で立候補したが落選した。沼津市港口公園と秋田県能代市の能代港にはそれぞれ「出船」の歌碑がある。

## 主な作品
- 草笛
- 胸の花園
- 出船
「出船」は、港での別れを歌った詩であり、能代市の能代港・小樽市の小樽港の訪問により着想を得て「心のほころび」に掲載、後に杉山長谷夫により曲がつけられ、当時の愛唱歌となった。
- 逆境の勇者

## 校歌
- 上尾市立上平小学校 作曲：平井康三郎
- 富士市立岩松小学校 作曲：飯塚撥一
- 富士市立鷹岡小学校 作曲：平井康三郎
- 富士宮市立東小学校 作曲：堀内敬三
- 富士市立鷹岡中学校 作曲：古賀政男
- 岩手県立前沢高等学校 作曲：平井康三郎
- 静岡県立富士高等学校 作曲：杉山長谷夫